# 妙光塔
妙光塔是中国江苏省无锡市的一座古塔，南门口南禅寺内，濒临古运河。
该塔建于北宋雍熙年间，由邑人朱承福在寺之东侧捐资募建，欲以此塔镇压蛟龙，平息水患。塔为七级八面楼阁式，内木外砖，高43.3米。1104年，由宋徽宗赐名“妙光”。今塔为明正统年间重建。“南禅宝塔”被列为“无锡八景”之一。
太平天国战争期间，南禅寺被毁，该塔也受到破坏，成为一座荒塔。1926年，无锡实业家荣宗敬、荣德生兄弟出资，修复屋檐及回廊护栏。1957年被列为无锡市文物保护单位。1980年政府拨款修复。1995年，南禅寺也得到恢复。

## 图片

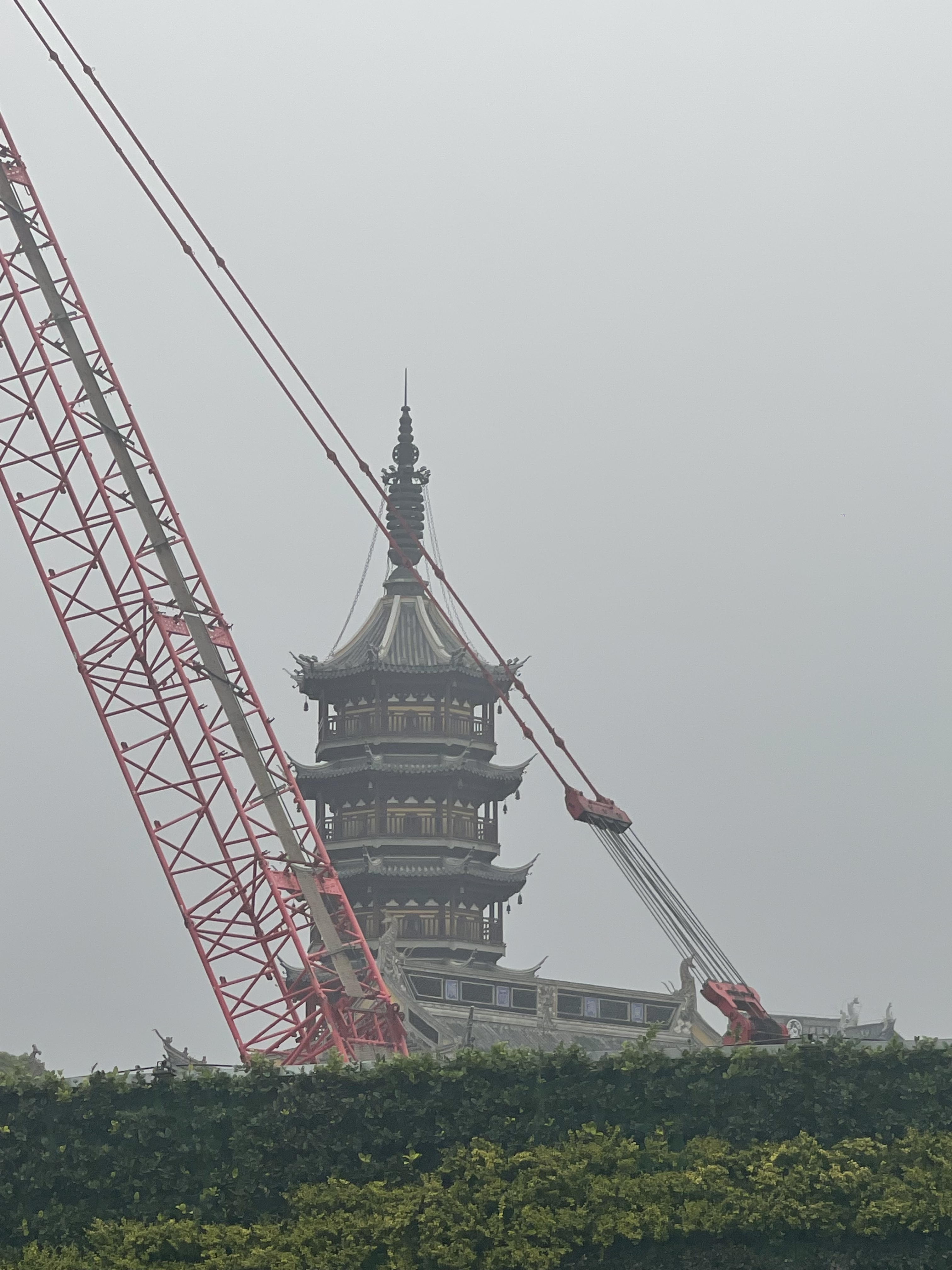
妙光塔